# Ei-ichi Negishi
Ei-ichi Negishi (n. 14 iulie 1935, Hsinking⁠(d), Manciukuo – d. 6 iunie 2021, Indiana, SUA) a fost un chimist japonez, care a obținut Premiul Nobel pentru Chimie în 2010.